# Municipalité de Santiago Atitlán
 (avril 2021).
Pour les articles homonymes, voir Atitlán.
La municipalité de Santiago Atitlán est l'une des 570 municipalités qui composent l'État mexicain de Oaxaca. Elle est située dans la Sierra Mixe et sa capitale est la ville du même nom.

## Géographie
La municipalité de Santiago Atitlán est située dans la partie centre-ouest de l'État de Oaxaca, et fait partie du district de Mixe et de la région de Sierra Norte. Son extension territoriale est de 71 043 kilomètres carrés, ce qui équivaut à 0,08 % de l'extension totale de l'État de Oaxaca. Ses coordonnées géographiques extrêmes sont 17°02'-18°09' de latitude nord et 95°51'-96°00' de longitude ouest et son altitude varie de 600 à 2 900 mètres.
Ses limites correspondent au nord à la municipalité de Santiago Zacatepec, au nord-ouest à la municipalité de Santa María Tlahuitoltepec, au sud-ouest à la municipalité de Tamazulápam del Espíritu Santo, au sud à la municipalité de Asunción Cacalotepec et à l'est à la municipalité de Santa María Alotepec.

## Données démographiques
Selon les résultats du recensement de la population et du logement réalisé en 2010 par l'Instituto Nacional de Estadística y Geografía, la population totale de la municipalité de Santiago Atitlán est de 3 180 habitants, dont 1 618 hommes et 1 562 femmes.
La densité de population s'élève à un total de 44,76 personnes par km².

## Localités
La municipalité comprend sur son territoire un total de 17 localités. Les principaux, compte tenu de leur population issue du recensement de 2010, sont les suivants : 
| Localité              | Lieu  |
| Municipalités totales | 3 180 |
| Estancia de Morelos   | 564   |
| Santiago Atitlán      | 535   |
| El Rodeo              | 438   |
| El Calvario           | 369   |
| Potrero               | 322   |
| San Sebastián Atitlán | 228   |